# نیکون دی۴
نیکون دی۴ (به انگلیسی: Nikon D4) یک دوربین عکاسی تک‌لنزی بازتابی ساخت شرکت نیکون است.